# Amathole-Berge

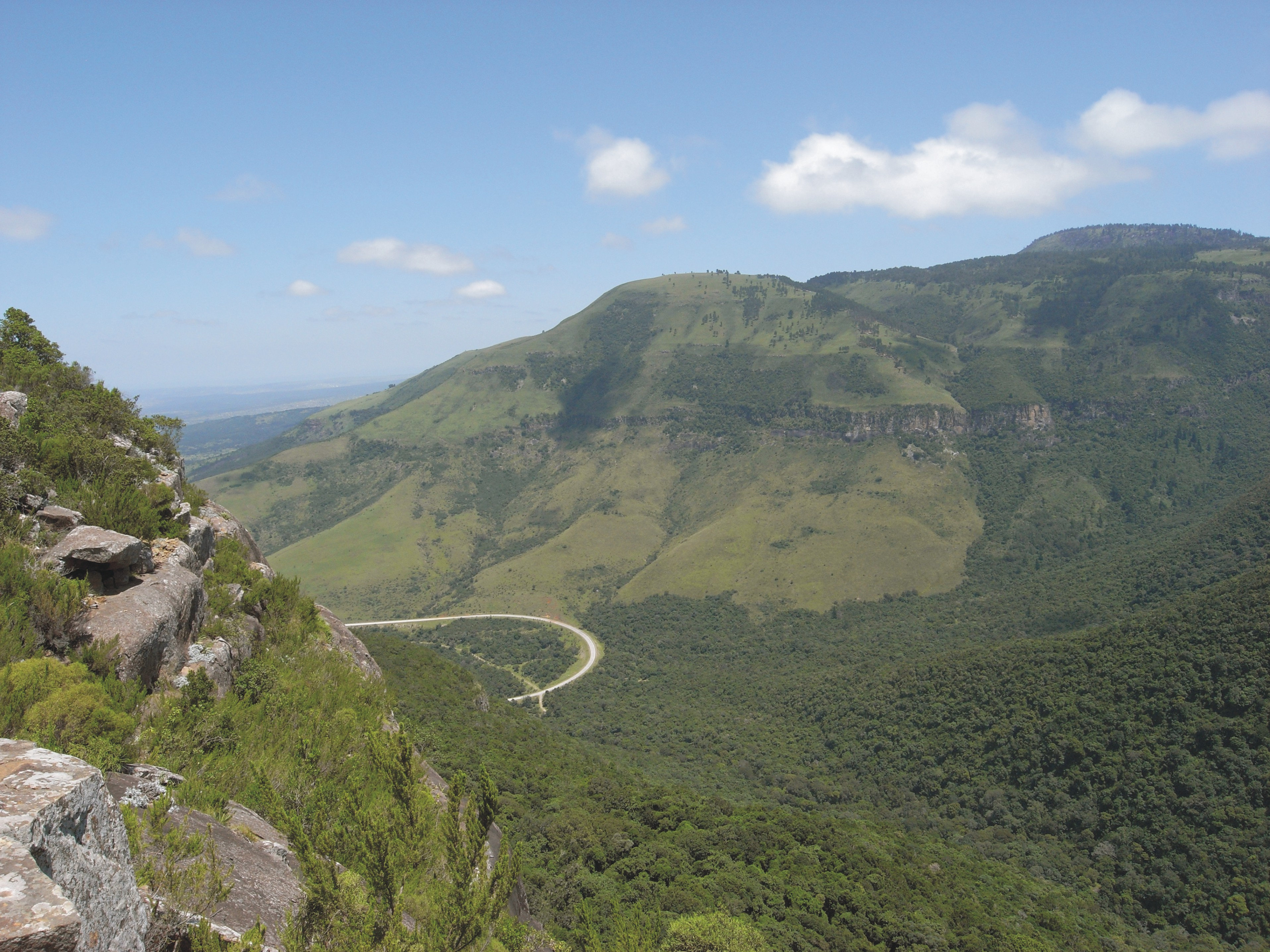
Blick in den Auckland Forest im westlichen Teil der Amathole-Berge

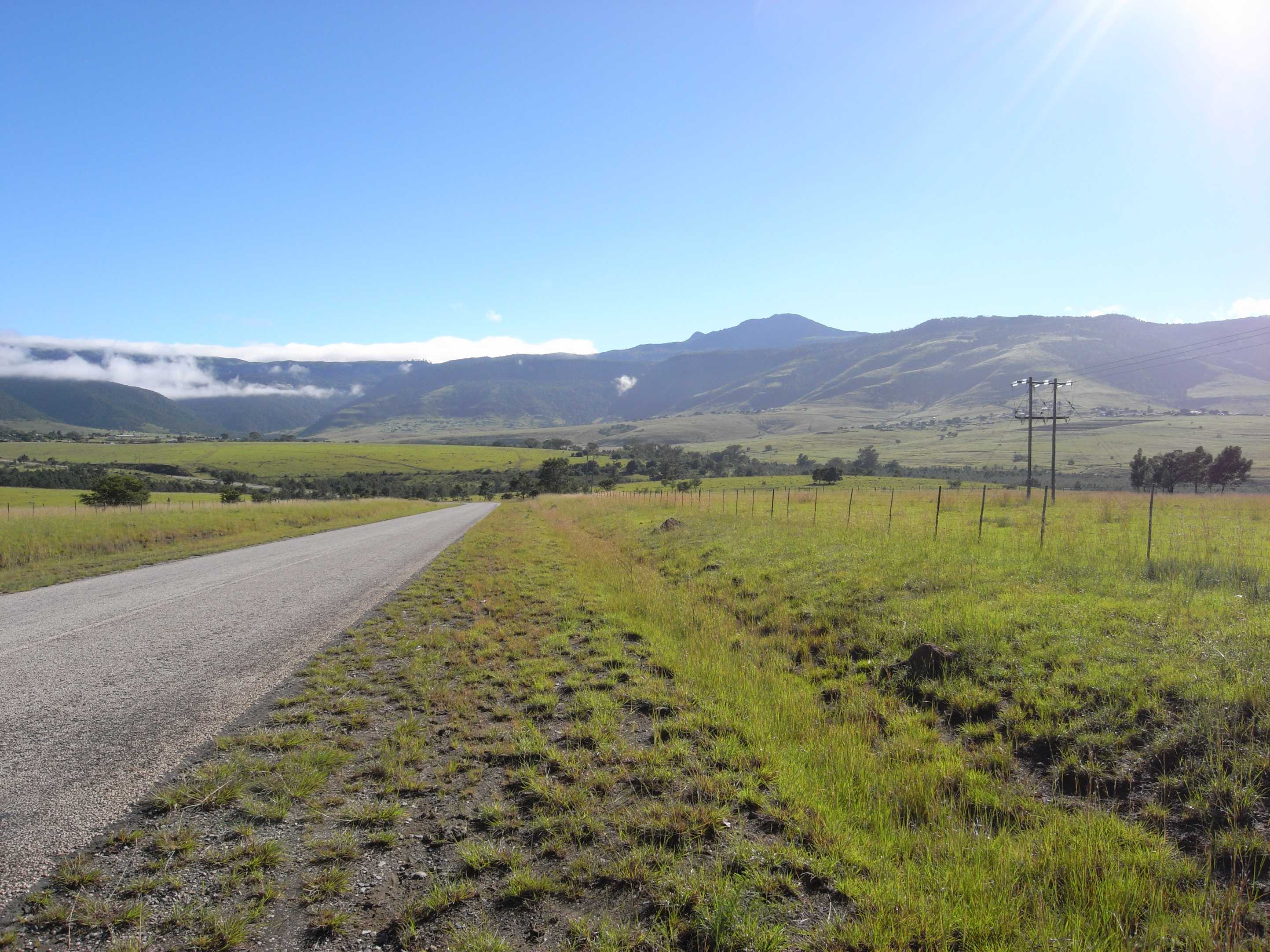
Amathole-Berge und das Tyhume-Tal

Die Amathole-Berge (englisch Amatole Mountains, nach isiXhosa auch Amathole Mountains) sind der östliche Teil einer steil abfallenden Höhenstufe in der südafrikanischen Provinz Eastern Cape. Nach ihnen ist der gleichnamige Verwaltungsdistrikt benannt. Die Amathole-Berge sind eine der wald- und wasserreichsten Regionen in dieser Provinz.

## Lage der Amathole-Berge
Das Gebirge erstreckt sich im Distrikt Amathole in West-Ost-Richtung in leicht gebogener Form. In nördlicher Richtung läuft die Bergkette in ein welliges Hochland aus, das an das westlich gelegene Katberg-Gebiet der Winterberge und an der nördlich liegende Windvoëlberg bei Cathcart grenzt. Sein südliches Vorland besteht aus Hügeln und einigen Tälern, das in die Ebene zwischen den Städten Fort Beaufort und King William’s Town hinabführt.

Die Kette der Amathole-Berge verläuft vom Juanasberg-Gebiet mit dem Tyhume Peak (1480 m über dem Meeresspiegel) im Westen bis zu den auslaufenden Höhen am Toise River im Osten.
Westlich schließt sich das Tafelmassiv des Elandsbergs an, das den Übergang zur Kette der Winterberge bildet. Im Osten fällt die Gebirgskette in das Tal des Toise River ab, der über den Kubusi dem Great Kei River zufließt.

## Landschaft und Einteilung
Die Amathole-Berge sind von einigen markanten Gipfeln gekennzeichnet. Im Westen sind das der Gaika’s Kop (1963 m über dem Meeresspiegel) und der Menziesberg (1644 m). Dann folgen die drei Gipfel von Hogsback (bis zu 1936 m) und weiter östlich und in Nähe des Dontsa-Passes der Mount Thomas (1617 m) und der Kubusi (1662 m). Zwischen beiden Bergen schließt rechtwinklig zum Hauptkamm der Amathole-Berge das kleine Isidenge-Gebirge mit den höchsten Gipfeln Mount Kempt (1420 m) und Mount Charybdis (1289 m) an. Der östlichste Ausläufer an der Hauptkette wird als Kologha Mountain (auch Xolora) bezeichnet, der seinen höchsten Gipfel mit dem Dohne Peak (1454 m) hat.
In ihrer Mitte umschließen sie mit den Ausläufern des Isidenge-Gebirges das Keiskamma-Becken.

## Entstehung und Geologie

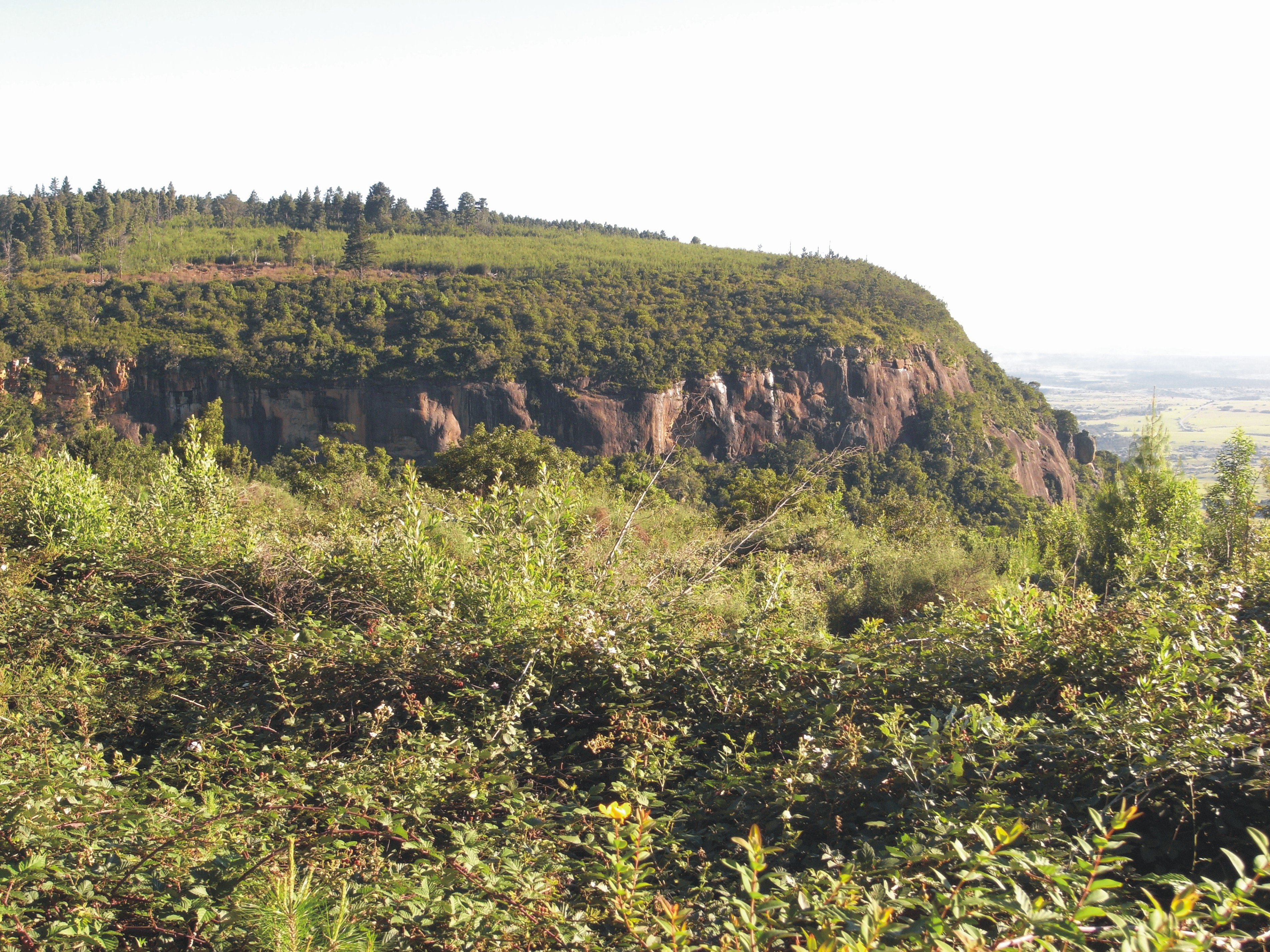
Abbruchkante am Tyhume-Tal

Die Amathole-Berge sind durch die Vulkanaktivitäten auf der Südhalbkugel zur Zeit des Unterjura entstanden, als bei diesen Prozessen Magma in die Sedimentschichten des Karoo-Hauptbeckens eindrangen und Teile von ihnen emporhoben. Dabei wurde die Sandsteinplatte an vielen Stellen durch Dykes und Sills (Lagergänge) aus Dolerit durchdrungen und gespalten. Die Aufwölbungen des Gebirges bestehen in den meisten Fällen Doleritintrusionen, die an ihren Flanken Doleritgeröll und erodierte, meist schräg gestellte Sandsteinschichten aufweisen. Der südliche Rand des Gebirges fällt steil ab und bildet oft eine klar ausgeprägte Abbruchkante. Dieses Relief führt an zahlreichen Stellen zu steilen Felswänden und ist die Ursache für mehrere Wasserfälle.

## Klima und Ökosystem
Das Klima ist in den oberen Bergzonen gemäßigt, dagegen in den unteren Gebieten subtropisch. In der Winterperiode kann es in den Bergregionen über 1000 Meter zu beträchtlichem Schneefall kommen. Die Schneedecke ist jedoch nur kurzzeitig vorhanden. In den wärmeren Perioden fallen hier Niederschläge, deren Menge bis 1300 mm pro Jahr erreichen können. Das südlich vorgelagerte Hügel- und Flachland ist relativ niederschlagsarm und deutlich wärmer.

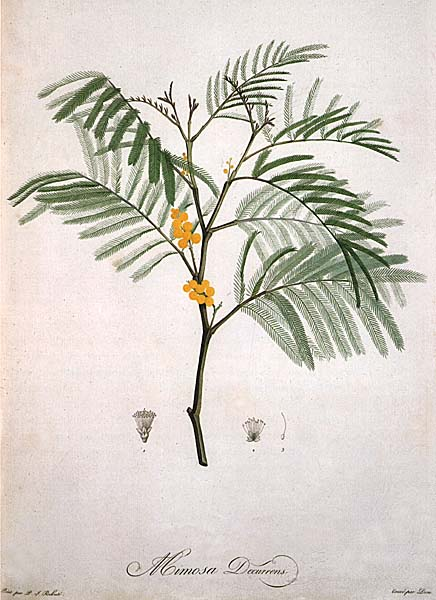
Die Wattle-Pflanze in einer historischen Darstellung

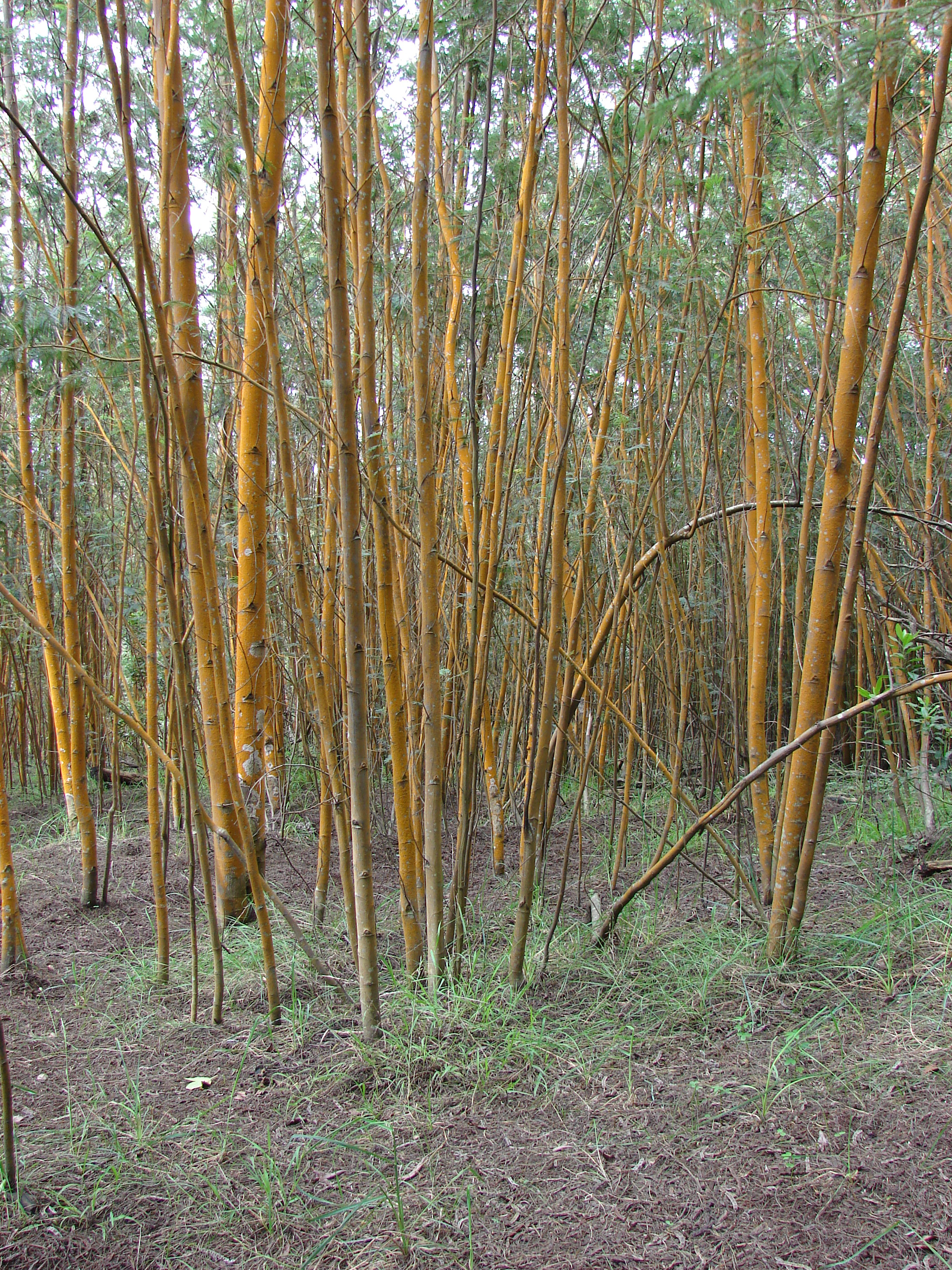
Typische Verödung des Waldbodens durch intensiven Wattle-Befall

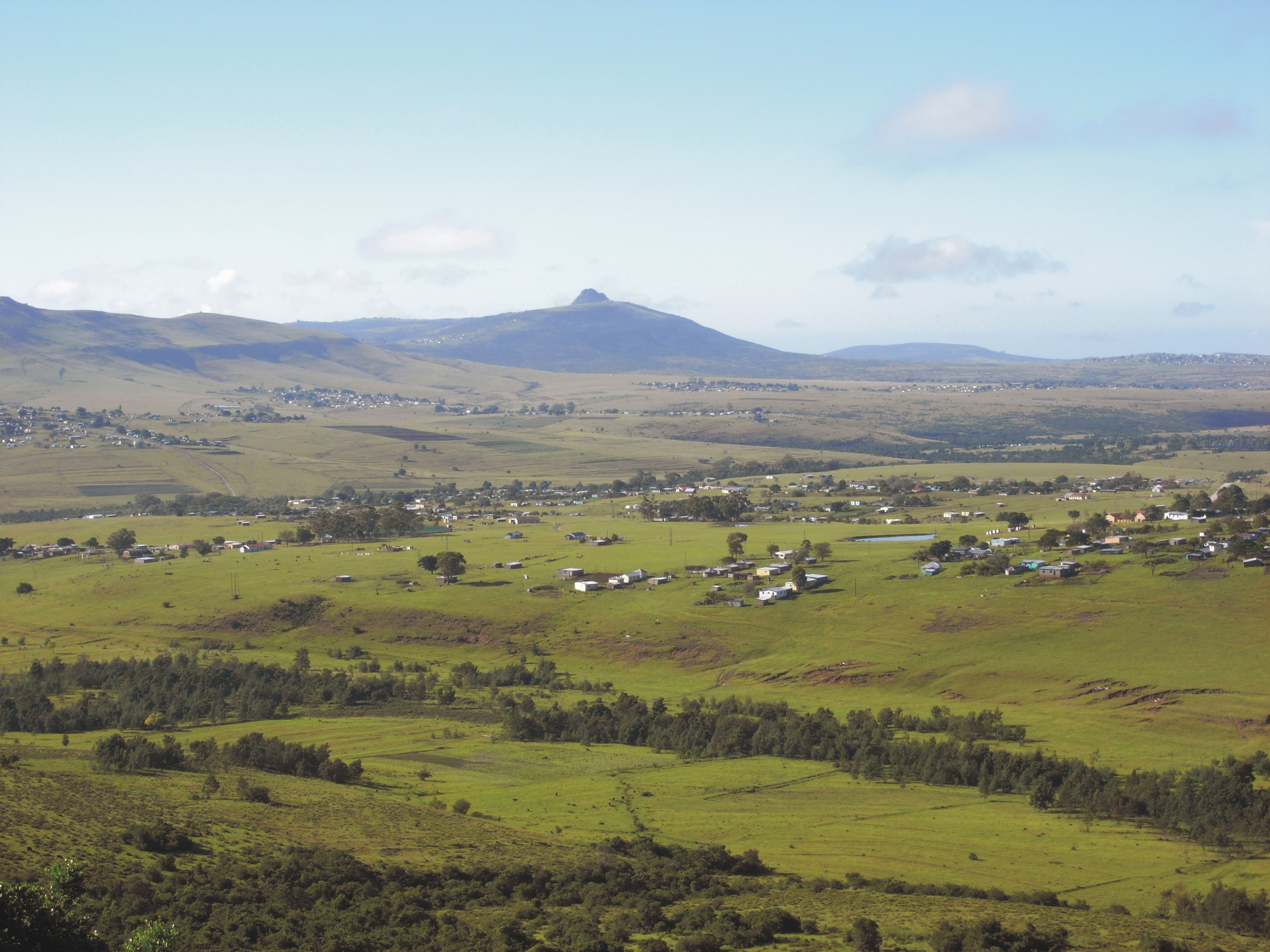
Das Tyhume-Tal mit Xhosa-Siedlungen und beginnender Bodenerosion

An den Hängen des Amathole-Gebirges existieren noch Teile der ursprünglichen Waldlandschaft. Sie sind in ihren sensiblen Bereichen unter Schutz gestellt und wegen des Geländereliefs sowie ihrer Artenvielfalt nur an wenigen Stellen zugänglich. Teile des Gebirges werden wegen einer Unterschutzstellung als Biosphärenreservat von der Landmark Foundation untersucht.
Die einzelnen Waldgebiete an der Hauptkette des Gebirges sind in Richtung West nach Ost: Auckland Forest, Hogsback State Forest, Malan Forest, Cata Forest, Mount Thomas Forest, Kubusi State Forest und Fort Cunynghame Forest. An den südlich verlaufenden Gebirgsausläufern befinden sich: Wolf River Main Forest, Lenye Forest, Piri Main Forest, Cwencwe Forest und der Isidenge State Forest.
Die sich in einigen Waldarealen invasiv ausbreitenden Pflanzen Black (Acacia mearnsii), Green (Acacia decurrens Fabaceae) und Silver Wattle (Acacia dealbata) sind bevorzugt in ortsnahen Waldbereichen häufig zu beobachten. Dazu ist das Programm Amatola Wattle Survey des Department of Water Affairs and Forestry (DWAF) und dem Forestry Enterprise Development Office ins Leben gerufen worden, um die schädliche Ausbreitung dieser Pflanzen zu untersuchen und zu kartieren.
Der Wasserhaushalt des Gebirges resultiert aus den Niederschlägen und der guten Speicherfähigkeit der Karoo-Sandsteinschichten. Die Wasserläufe des Nordabhanges entwässern das Gebiet über das sich anschließende Hochland in das System des Great Kei River. Der Südabhang weist unzählige kleine Wasserläufe auf. Die größten Flüsse sind hier der Tyhume River und Keiskamma River.
Ein zunehmendes Problem stellt die Bodenerosion in einigen Teilen des Gebirges und seines Vorlandes dar. Sie führt nicht nur zum Verlust wertvoller ländlicher Flächen, sondern bedroht auch die Funktionsfähigkeit einiger Wassergewinnungsanlagen. Die tonig-sandigen Feinstkornsedimente setzen sich in Stauanlagen ab und verringern so die Wasserspeicherkapazität.

## Besiedlung
Die Region ist in der Hauptsache ländlich strukturiert. Es gibt nur wenige größere Siedlungen mit kleinstädtischem Charakter, die am Hang und Fuß der Berge liegen. Das sind die Städte Stutterheim und Keiskammahoek.
Das südliche Gebirgsvorland mit den Seitentälern ist ein traditionelles und noch heute bevorzugtes Siedlungsgebiet der Xhosa und demzufolge mit zahlreichen dörflichen Streusiedlungen überzogen. Hier sind seit 1994 viele Straßen befestigt und die Trinkwasserinfrastruktur verbessert worden.
Zwischen den Xhosa-Siedlungen existieren einige Farmen, die in den meisten Fällen einzelne Häusergruppen darstellen. Eine Besonderheit stellt die Ortschaft Hogsback dar, die ihre Entstehung einer Raststation an einer alten Militärstraße verdankt, aber in ihrer Entwicklung durch wohlhabende Kaufleute aus East London und Port Elizabeth maßgeblich beeinflusst wurde. In diesem Zusammenhang bildet sie mit ihren teilweise sehenswerten Gartengrundstücken eine „parkartige“ Ansiedlung in dem angenehmen Klima auf eine Höhe über 1000 Metern.

## Verkehr
Die oberen zentralen Gebirgsregionen können nur auf unbefestigten Landstraßen und Wegen erreicht werden. Manche Teile sind aus Naturschutzgründen für den öffentlichen Autoverkehr gesperrt. Am östlichen Ende quert die gut ausgebaute Nationalstraße N6 das Gebirge. Dazu muss sie in einem sanften Anstieg die auslaufende Bergkette queren, um das sich nördlich erstreckende Hochland zu erreichen und den Verkehr weiter nach Cathcart zu führen.
Fast parallel zu dieser Nationalstraße verläuft eine elektrifizierte Eisenbahnlinie am östlichen Abfall des Gebirges, das sie mit einem Tunnel auf dem Gipfelpunkt ihrer Steigung durchquert. Sie verbindet East London mit Queenstown. Ursprünglich verkehrte hier eine Schmalspurbahn, die nur bis Cathcart führte und eine andere, wesentlich differenziertere Trassenführung hatte. Diese Linie wird heute nicht mehr betrieben, die Gleise sind demontiert und ist als Besucherattraktion in der ehemaligen Station Old Thomas River unweit der Amathole-Berge noch gut sichtbar.
Der westliche Teil der Amathole-Berge wird durch die Hogsback-Passstraße erschlossen. Sie löste die Gebirgsquerung über den Michel's Pass ab, zu dessen Erreichen eine längere Anfahrt durch das Tal des Kat River über Seymour notwendig war.
In den Bergen der Hauptkette existiert ein relativ gut ausgebautes Wegenetz für Rucksacktouristen (Amatole Hiking Trail).

## Wirtschaft
In dem Gebiet der Amathole-Berge sind nur wenige wirtschaftliche Aktivitäten möglich. Die vorrangige Erwerbsquelle ist die Forstwirtschaft, einige Plantagen, der Tourismus, regionale Selbstversorgungsstrukturen und die öffentliche Verwaltung.

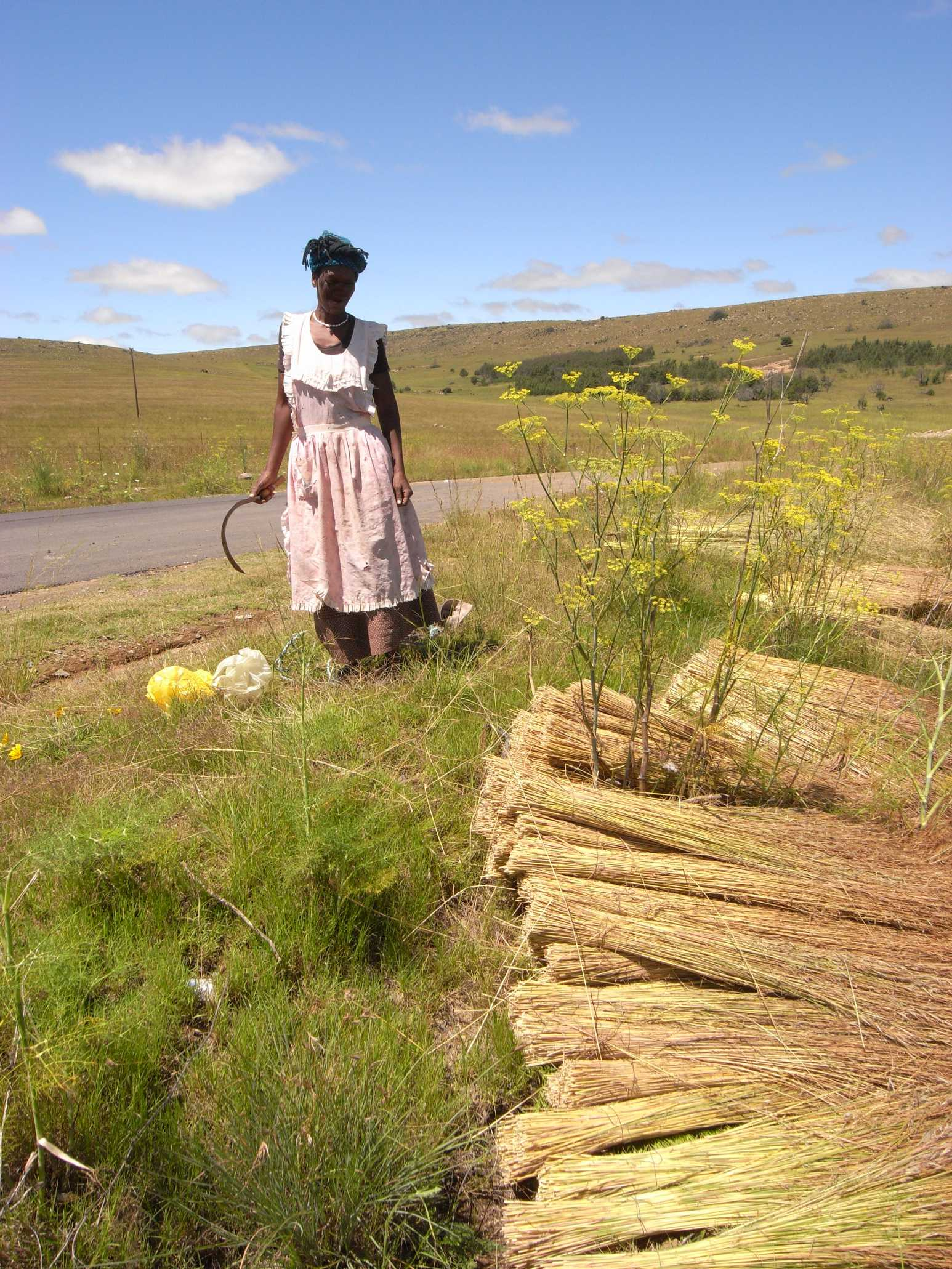
Xhosa-Frau bei der Schnitterarbeit

Nach 1994 sind in besonderer Weise durch die Administration der Provinz Eastern Cape Aufforstungsmaßnahmen und die Erweiterung der Trinkwassergewinnungssysteme vorangetrieben worden. Eine intensive Holzwirtschaft existiert in der Region um Stutterheim. Die einheimische Xhosa-Bevölkerung lebt von diesen Unternehmungen oder arbeitet als Servicepersonal in der Tourismusbranche, sofern sie über einen Arbeitsplatz verfügt. Ein Teil von ihr pendelt in die nahe gelegenen urbanen Zentren von King William’s Town, Keiskammahoek, Bhisho und Alice oder in das Industriegebiet Dimbaza.
In geringem Umfang werden die Graslandschaften als Rohstoffquelle für traditionelle Korbmacher- und besonders Besenbinderarbeiten gewonnen. Im Zentrum der Sammeltätigkeit steht die Grasart Cymbopogon validus, von den Xhosa Irwashu genannt. Diese handwerklichen Tätigkeiten werden von einem regionalen Projekt begleitet und vorrangig im Gebiet der Gemeinde Mxhalanga ausgeübt. Mxhalanga befindet sich am südöstlichen Ende der kleinen Isidenge-Bergkette. Die fertigen Produkte aus diesen Tätigkeiten werden in Alice, Cathcart, East London, King William’s Town, Queenstown and Stutterheim zum Verkauf angeboten.

Ein besonderer Arbeitgeber ist die Universität von Fort Hare, die technische und wissenschaftliche Arbeitsplätze bietet.
Die weiße einheimische Bevölkerung erzielt ihr Einkommen auf Farmen, in den Betrieben dieser umliegenden Kleinstädte oder als wissenschaftliches Personal an der Universität von Fort Hare.
Zunehmend gewinnen die Naturreservate und sensiblen Ökosysteme in den Bergregionen an wirtschaftlicher Bedeutung. Es wird auf der Basis eines sanften Ökotourismus geworben und thematische Touren mit Tier- und Pflanzenbeobachtungen angeboten.

## Sehenswürdigkeiten
Zu den Sehenswürdigkeiten der Amathole-Berge und ihres Vorlandes gehören:
- Bergwanderweg Amatole Hiking Trail
- Keiskammahoek
- befestigte Ranger-Siedlung von 1878 bei Stutterheim
- Wasserfälle und Gartengrundstücke von Hogsback
- Waldbestände in der Region
- Straße am Dontsa-Pass
- Häuptling Sandiles Grab
- Amathole-Museum in King William’s Town mit umfangreicher Sammlung
- Gedenkstätte Ntaba KaNdoda bei Dimbaza